# Amerykańska zbrodnia
Amerykańska zbrodnia (oryg. An American Crime) – amerykański film dramatyczny oparty na faktach, opowiadający o sprawie morderstwa Sylvii Likens.

## Obsada
- Elliot Page – Sylvia Likens
- Catherine Keener – Gertrude Baniszewski
- Hayley McFarland – Jennifer „Jenny” Likens
- Ari Graynor – Paula Baniszewski
- Evan Peters – Ricky Hobbs
- Bradley Whitford – Leroy K. New
- Hannah Leigh Dworkin – Shirley Baniszewski
- Scout Taylor-Compton – Stephanie Baniszewski
- Carlie Westerman – Marie Baniszewski
- Nick Searcy – Lester Likens
- James Franco – Dennis Lee Wright
- Tristan Jarred – Johnny Baniszewski
- Channing Nichols – Patty Ryan
- Romy Rosemont – Betty Likens
- Michael Welch – Teddy Lewis
- Jeremy Sumpter – Coy Hubbard
- Michelle Benes – Hope Orbach
- Will Carter – Leske Waters
- Eliza Dean – Mary O'Connel
- Amy Ferguson – Sally Kent
- Scott Reeves – Eric